# Franz Karl Hutter

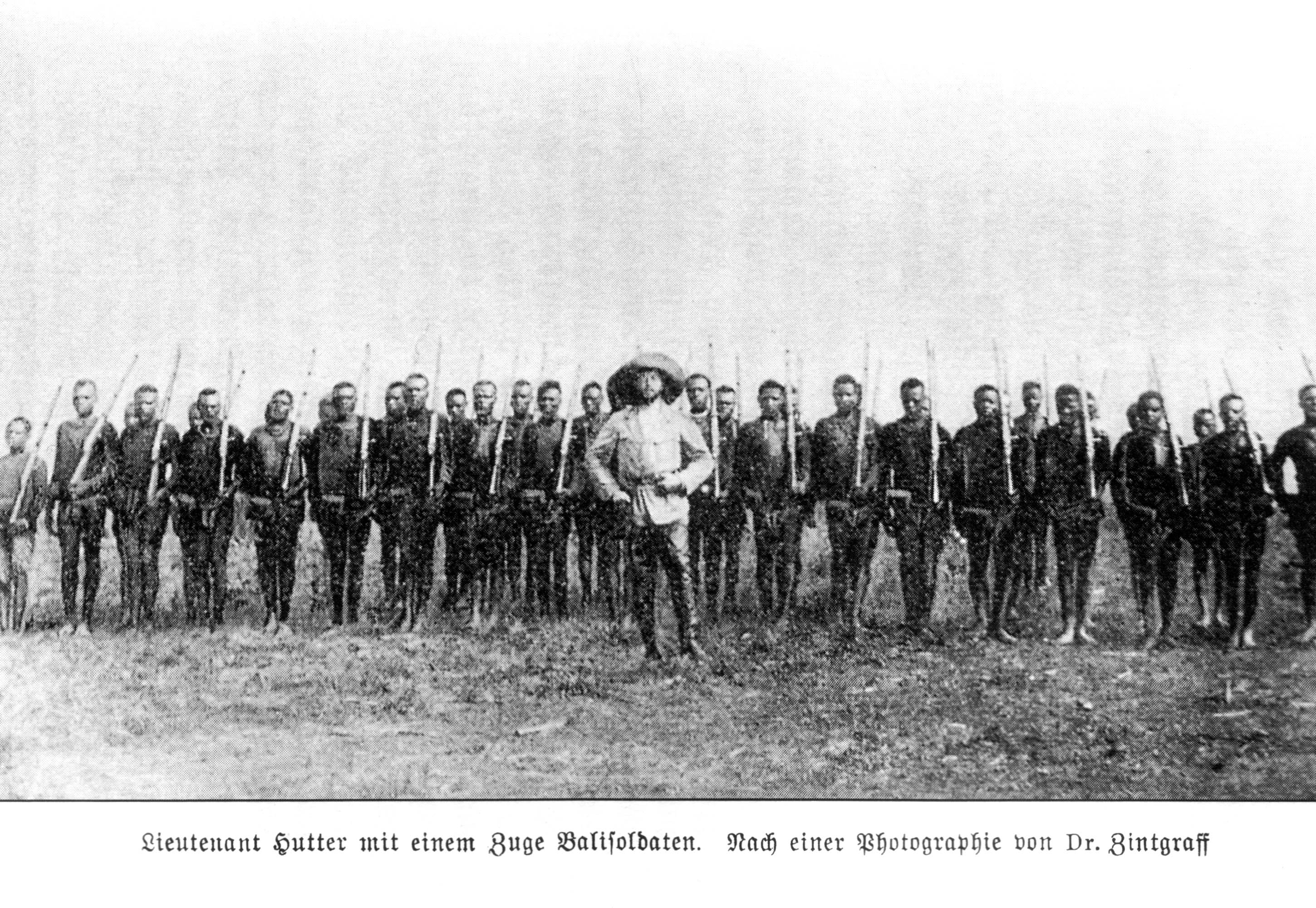
Hutter als Leutnant mit einheimischen Soldaten in Bali, Kamerun (ca. 1891)

Franz Karl Hutter (* 8. Juni 1865 in Kempten; † 2. April 1924 in Burghausen) war ein deutscher Offizier und Afrikaforscher. Bekannt wurde er durch Reisen im Hinterland der deutschen Kolonie Kamerun.

## Leben
Hutter wurde 1865 in Kempten geboren. In der Bayerischen Armee stieg er zum Hauptmann der Artillerie auf.
1891 war Hutter Teilnehmer der vom Auswärtigen Amt beauftragten Nord-Hinterlandexpedition in Kamerun. Die Expedition stand unter der Leitung von Eugen Zintgraff. Hutter wurde Stationsleiter in Baliburg und zeichnete sich durch die eingehende Erforschung der unterstehenden Gebiete aus. Dabei war Hutters Tätigkeit auch ein Bestandteil der Festigung kolonialer Herrschaft, indem er einheimische Soldaten mit deutschen Waffen ausbildete und befehligte. 1893 wurde die Station Baliburg aufgegeben und Hutter schied aus dem Kolonialdienst aus.
In den Jahren 1904 und 1905 unternahm Hutter eine Reise zwischen Wuri und Dibamba, auf der er topografische Aufnahmen machte. Es folgte eine Reise in das nordwestliche Hochland Kameruns, die ihn bis nach Ngaundere führte. Hutter erforschte diese Region hinsichtlich ihrer Bodenschätze und „Arbeiterverhältnisse“.
Hutter ließ sich 1898 krankheitsbedingt pensionieren, lebte viele Jahre in Murnau am Staffelsee und starb 1924 in Burghausen.

## Zitate
Trotz seiner Unterstützung der deutschen Kolonialherrschaft fand Hutter anerkennende Worte für die angestammten Kulturen und Völker Kameruns:
„Mit welch bescheidenen Mitteln haben alle diese Männer, die Ideale wahrer Forschungsreisender, gearbeitet, und was haben sie geleistet. Heutzutage durchziehen gewaffnete und organisierte Expeditionen das Land [Kamerun], Maschinengewehre schmettern die Eingeborenen zu Boden und Brandgranaten fliegen in ihre Dörfer – Nachtigal hat während seines vierjährigen Aufenthalts nicht eine Patrone verfeuert.“
„Die Balisoldaten stellen sich so anstellig wie deutsche Rekruten an. [...] Denkt man als Soldat an die Körper unserer Rekruten zu Hause, wenn man sie sieht, wie sie Gott erschaffen hat, so bezeichnet man unbedenklich die Sudanneger als den schöneren und besser gebauten Menschenschlag.“

## Werke (Auswahl)
- 1902: Wanderungen und Forschungen im Nord-Hinterland von Kamerun
- 1911: Das überseeische Deutschland – Die deutschen Kolonien in Wort und Bild (Kapitel Kamerun)